# Jávai törpedenevér
A jávai törpedenevér (Falsistrellus mordax, korábban Pipistrellus mordax) az emlősök (Mammalia) osztályának a denevérek (Chiroptera) rendjéhez, ezen belül a kis denevérek (Microchiroptera) alrendjéhez és a simaorrú denevérek (Vespertilionidae) családjához tartozó faj.

## Előfordulása
Az indonéziai Jáva szigetén honos.